# Yadira Caraveo
Yadira D. Caraveo, née le 23 décembre 1980 à Denver, au Colorado, est une femme politique américaine. Membre du Parti démocrate, elle est élue de la Chambre des représentants du Colorado de 2019 à 2023, puis représentante des États-Unis de 2023 à 2025.

## Biographie
Yadira Caraveo est née dans le Colorado, où ses parents mexicains se sont installés dans les années 1970. Elle grandit dans le comté d'Adams.
Elle fait sa résidence à l'université du Nouveau-Mexique et devient pédiatre. À la même époque, elle s'engage comme déléguée syndicale de la SEIU.
En 2018, elle est candidate à la Chambre des représentants du Colorado, dans le 31e district qui inclut l'essentiel de Thornton.
Après le recensement de 2020, le Colorado gagne un 8e siège à la Chambre des représentants des États-Unis. En vue des élections de 20222, Yadira Caraveo se présente dans ce nouveau 8e district qui s'étend des banlieues nord de Denver à Greeley. Bien que la circonscription soit légèrement plus favorable aux démocrates, Yadira Caraveo se retrouve dans une élection serrée face à la sénatrice républicaine Barbara Kirkmeyer (en), qui bénéficie notamment d'un soutien important des groupes républicains. Yadira Caraveo est élue avec 1 600 voix d'avance sur Barbara Kirkmeyer (soit 0,7 % des suffrages), tandis qu'un candidat libertarien rassemble près de 10 000 voix.
Durant son mandat au Congrès, Yadira Caraveo est considérée comme une démocrate modérée. Elle est candidate à un second mandat lors des élections de 2024. Contrairement à 2022, le Parti libertarien ne présente pas de candidat et soutient son adversaire républicain. La démocrate perd son siège de justesse, ne rassemblant que 48,2 % des voix contre 49 % pour le républicain Gabe Evans.